# Straß (Ainring)
Straß ist ein Gemeindeteil der Gemeinde Ainring im Landkreis Berchtesgadener Land in Oberbayern.

## Geschichte
Das spätere Kirchdorf Straß wird erstmals um das Jahr 930 als „Straze“ urkundlich erwähnt. Straß gehörte bis 1803 zum Erzstift Salzburg, dann bis 1809 zum Herzogtum Salzburg. Am 19. September 1810 fiel es mit dem Rupertiwinkel an Bayern. Mit dem bayerischen Gemeindeedikt von 1818 wurde die Landgemeinde Straß gegründet. Sie umfasste die Orte Abfalter, Altmutter, Bach, Buchreit, Doppeln, Gehring, Gessenhart, Hasholzen, Hinterau, Höglau, Niederstraß, Oberholzen, Öd, Ottmaning, Rain, Straß, Sur, Thundorf, Thundorfer Mühle, Weng und Winkeln. Pfarrort der Gemeinde war Thundorf.
Nachdem man bereits in den Jahren 1821 und 1869 einen Zusammenschluss mit der Gemeinde Ainring in Erwägung gezogen hatte, kam es aufgrund der Notwendigkeit der Errichtung einer Hauptschule am 4. Dezember 1969 zur Unterzeichnung des Eingemeindungsvertrages mit der Gemeinde Ainring, zu der die Gemeinde Straß seit dem 1. Januar 1970 gehört.
Im Ortszentrum von Straß steht seit etwa 1450 die spätgotische Filialkirche St. Nikolaus, die 1749 unter Verwendung der vorhandenen Bausubstanz einen neuen Turm mit dreifacher Zwiebelhaube erhielt.